# Странски Врх
Странски Врх (словен. Stranski Vrh) је насељено место у општини Литија, Засавска регија, Словенија.

## Историја
До територијалне реорганизације у Словенији био је у саставу старе општине Литија.

## Становништво
У попису становништва из 2011. године, Странски Врх је имао 57 становника.
| Број становника према пописима | Број становника према пописима | Број становника према пописима |
| ------------------------------ | ------------------------------ | ------------------------------ |
| 1991                           | 2002                           | 2011                           |
| 51                             | 60                             | 57                             |

Напомена: Године 1953. повећана за насеља Копривник, Ртиче, Село и Сушје која су укинута.